# Grevillea candelabroides
Espèce
Classification phylogénétique
Grevillea candelabroides, le Grevillea candélabre, est une espèce de plante de la famille des Proteaceae. Elle est endémique dans les terrains sablonneux entre Geraldton et la baie Shark en Australie-Occidentale en Australie.
C'est un arbuste élancé de 4 mètres de haut sur autant de diamètre. Les fleurs, blanches et à odeur désagréable, forment de longues grappes au printemps et en été.